# روبرت ايفانز
روبرت ايفانز  (بالإنجليزية: Rupert Evans)‏ولد 9 مارس 1977  في ستافوردشاير، وهو ممثل بريطاني.

## مسيرته
درس في  مدرسة ميلتون دير في دورست، وتابع دراسته في جامعة ويبر أكاديمية دوغلاس للفنون المسرحية. وأول دور السينمائي كبيرهو وكيل مكتب التحقيقات الفدرالي جون مايرز في فيلم هيل بوي للمخرج جييرمو ديل تورو في عام 2004. 
في العام نفسه، لعب دور فريدريك هيل في مسلسل تلفزيوني شمال وجنوب . ولعب في سلسلة صغيرة 2008
القصر الملكي.

## مسرح
- 2009 : الحياة حلم - في دور  دونمار
- حرارة البندقية
- 2006 : روميو وجولييت في  دور  روميو
- 2003 : الذعر الحلو
- 2007: قبلة مرأة العنكبوت  - في دور  دونمار.

## أفلامه

### في السينما
- 2004: هيل بوي -  في دور عميل مكتب التحقيقات الفيدرالية جون مايرز
- 2009 : آغورا -  في دور سينيسيوس.
- 2011 : الحادث - في دور جورج
- 2016 : الولد - مالكولم

### في التلفاز
- 2004 : شمال وجنوب - في دور فريدريك هيل
- 2015 : الرجل في القلعة العالية - في دور فرانك فرينك

### رابط خارجي
- روبرت ايفانز على موقع IMDb (الإنجليزية)
- روبرت ايفانز على موقع ألو سيني (الفرنسية)
- روبرت ايفانز على موقع أول موفي (الإنجليزية)
- روبرت ايفانز على موقع قاعدة بيانات الأفلام السويدية (السويدية)
- روبرت ايفانز على موقع قاعدة بيانات الفيلم (الإنجليزية)
- روبرت ايفانز على موقع كينوبويسك (الروسية)